# David Wilmot
David Wilmot (ur. 20 stycznia 1814 w hrabstwie Wayne, zm. 16 marca 1868 w hrabstwie Bradford) – amerykański polityk i abolicjonista.

## Życiorys
Urodził się 20 stycznia 1814 roku w Bethany w hrabstwie Wayne. Pobierał naukę w akademii w Aurorze, a następnie ukończył studia prawnicze i w 1834 roku został przyjęty do palestry. Zaangażował się w działalność Partii Demokratycznej i w 1845 roku został, z jej ramienia, wybrany do Izba Reprezentantów Stanów Zjednoczonych. Funkcję tę pełnił do 1851 roku i w tym czasie publicznie krytykował niewolnictwo. W 1846 roku zaproponował klauzulę zakazującą niewolnictwa w terenach południowo-zachodnich, dołączonych w wyniku wojny z Meksykiem. Dwa lata później wsparł kandydaturę Martina Van Burena (nominata Partii Wolnej Ziemi) w wyborach prezydenckich. W połowie lat 50. współtworzył Partię Republikańską, której był kandydatem na gubernatora Pensylwanii w 1857 roku. Cztery lata później został wybrany w wyborach uzupełniających do Senatu, by objąć stanowisko wakujące po ustąpieniu senatora Simona Camerona. W 1861 wziął udział w konwencji pokojowej w Waszyngtonie, mającej na celu zapobieżenie zbliżającej się wojnie. Dwa lata później został mianowany przez Abrahama Lincolna sędzią United States Court of Claims. Zmarł 16 marca 1868 w Towandzie w hrabstwie Bradford.